# Abgar V de Edessa
Abgaro, o Negro (em siríaco: ܐܲܒܓܵܪ ܐܘܼܟ݁ܵܡܵܐ; romaniz.: Abgār Ukkāmā), ou Abgar V de Edessa (reinou entre 4 a.C. - 7 d.C. e 13 - 50) foi rei do reino de Osroena, situando a sua capital em Edessa, na Mesopotâmia (actual Síria), também designada por Aram-Naharaim no Velho Testamento. De acordo com uma lenda muito antiga, Abgaro foi convertido ao cristianismo por Addai, um dos Setenta e Dois Discípulos de Jesus (em Lucas 10:1–20).

## Vida
Na História do cristianismo, a história do rei Abgaro de Edessa que, acometido por uma doença incurável (talvez lepra) e tendo ouvido falar dos famosos poderes milagrosos de Jesus, lhe escreveu uma carta, reconhecendo-lhe a divindade, pedindo-lhe a cura da sua doença e oferecendo-lhe abrigo no seu palácio; a tradição indica que Jesus lhe respondeu por escrito indicando que não se poderia deslocar a Edessa, mas prometendo que, depois da sua Ascensão, lhe enviaria um dos seus discípulos para o curar.
Esta lenda foi uma das mais antigas histórias de ícones milagrosos, numa região em que a veneração de imagens, em geral, era fortemente reprovada ( tradição iconoclástica) mas que esta lenda legitimizava por a ligar directamente a Jesus.
O historiador eclesiástico do século IV, Eusébio de Cesareia, registrou a tradição na sua Historia Ecclesiastica, I, xiii, ca 325 d.C., referindo a correspondência trocada entre Abgaro de Edessa e Jesus. Eusébio estava convicto que as cartas originais, escritas em siríaco, estavam arquivadas em Edessa, e inclui na sua obra o suposto texto das duas cartas. Eusébio também afirma que, no momento devido, Addai (um dos setenta e dois discípulos e também conhecido pelo nome de Tadeu de Edessa) foi enviado por São Tomé (apóstolo) no ano 29 DC.
Estes textos são actualmente, considerado apócrifos. A controvérsia foi renovada com a descoberta de uma obra de origem Síria, cujo autor, Labuna, reproduz a correspondência de Jesus e de Abgar e conta a história da conversão dos edessios pelo apóstolo Adeu ou Tadeu. A maior parte dos críticos tem este escrito como apócrifo redigido no século IV e século V; outros historiadores dizem que é do século I com interpolações posteriores.
Abgaro V foi santificado, e é festejado nos dias 11 de maio e 28 de outubro na Igreja Ortodoxa, em 1 de agosto na Igreja Síria, e diariamente na Missa da Igreja Apostólica Arménia.